# Cavasteron
Genre
Cavasteron est un genre d'araignées aranéomorphes de la famille des Zodariidae.

## Distribution
Les espèces de ce genre sont endémiques d'Australie.

## Liste des espèces
Selon World Spider Catalog (version 17.5, 16/10/2016) :
- Cavasteron agelenoides Baehr & Jocqué, 2000
- Cavasteron atriceps Baehr & Jocqué, 2000
- Cavasteron crassicalcar Baehr & Jocqué, 2000
- Cavasteron exquisitum Baehr & Jocqué, 2000
- Cavasteron guttulatum Baehr & Jocqué, 2000
- Cavasteron index Baehr & Jocqué, 2000
- Cavasteron lacertae Baehr & Jocqué, 2000
- Cavasteron margaretae Baehr & Jocqué, 2000
- Cavasteron martini Baehr & Jocqué, 2000
- Cavasteron mjoebergi Baehr & Jocqué, 2000
- Cavasteron tenuicalcar Baehr & Jocqué, 2000
- Cavasteron triunguis Baehr & Jocqué, 2000

## Publication originale
- Baehr & Jocqué, 2000 : Revisions of genera in the Asteron-complex (Araneae: Zodariidae). The new genera Cavasteron and Minasteron. Records of the Western Australian Museum, vol. 20, p. 1-30 (texte intégral).